# Aleksandr Sokurov
Aleksandr Nikolajevič Sokurov (rus. Алекса́ндр Никола́евич Соку́ров) - sovjetski i ruski filmski redatelj i scenarist, zaslužan umjetnik Ruske Federacije (1997.), narodni umjetnik Rusije (2004.).